# François Cassingena-Trévedy
François Cassingena-Trévedy est un écrivain et poète français, né à Rome le 28 novembre 1959. Il est moine bénédictin à l'abbaye Saint-Martin de Ligugé (Vienne).

## Biographie
Ancien élève de l'École normale supérieure (L 1978), il entre en 1980 dans la vie monastique à l'abbaye Notre-Dame de Randol, où il est ordonné prêtre en 1988. Après que le père abbé a décidé de revenir à la liturgie de saint Pie V, François Cassingena-Trévedy quitte l'abbaye en 1995[réf. non conforme] pour entrer à l'abbaye Saint-Martin de Ligugé. 
À Ligugé, il est notamment maître de chœur et émailleur sur cuivre. Parallèlement à son activité monastique, il collabore aux Sources Chrétiennes et publie de nombreux ouvrages de poésie et de spiritualité. Il enseigne également à l'Institut supérieur de liturgie (Institut catholique de Paris) et au Centre Sèvres,. Il a tenu pendant plusieurs années une chronique dans la revue Études. Il est docteur en théologie de l'Institut catholique de Paris, sa thèse est intitulée L’expérience et l’esprit de la liturgie (IVe – VIe siècles).
En 2021, au sortir de la pandémie de Covid-19, François Cassingena-Trévedy décide de quitter Ligugé pour s'installer sur le plateau de Cézallier, dans le Cantal, où il travaille désormais comme ouvrier agricole tout en poursuivant son ministère de prêtre et en rappelant sa fidélité à la communauté bénédictine.

## Publications

### Auteur
- Pour toi, quand tu pries, Paris, Ad Solem, 1999
- La liturgie, art et métier, Paris, Ad Solem,  2007
- Sermons aux oiseaux, Paris, Ad Solem, 2009
- Poétique de la théologie, Paris, Ad Solem, 2011
- La Parole en son royaume : une approche théologique de la Liturgie de la Parole, Paris, Ad Solem, 2013
- « Chante et marche ». Les introïts grégoriens, Paris, Ad Solem, (vol. I, 2012 ; vol III., 2014)
- Les Étincelles Paris, Ad Solem,  vol. I (2004), vol. II (2007), vol. III (2010), vol. IV (2015).
- Cantique de l’infinistère, narration d’une longue marche à travers l’Auvergne, Paris, Desclée de Brouwer, 2016[11]
- La voix contagieuse, recueil d’homélies, Paris, Tallandier, 2017.
- Chroniques du temps de peste, Paris, Tallandier, 2021[12]
- Propos d'altitude (Étincelles vol. V : 2016-2020), Paris, Albin Michel, 2022
- Sermons aux oiseaux, Paris, Albin Michel, 2023
- Paysan de Dieu, Paris, Albin Michel, 2024

### Traducteur
- Liberatus de Carthage, Abrégé de l’histoire des nestoriens et des eutychiens, (avec P. Blaudeau), Paris, Cerf, 2019 (SC 607)
- Éphrem de Nisibe, Hymnes pascales, Paris, Cerf, 2006 (SC 502)
- Éphrem de Nisibe, Hymnes sur la Nativité (avec F. Graffin) Paris, Cerf, 2001 (SC 459)

## Distinctions
- Grand prix catholique de littérature (2017)
- Prix Humanisme chrétien (2005)